# Lambulodes brunneomarginata
Lambulodes brunneomarginata är en fjärilsart som beskrevs av Rothschild 1912. Lambulodes brunneomarginata ingår i släktet Lambulodes och familjen björnspinnare. Inga underarter finns listade i Catalogue of Life.